# Amaru Sataka
Amaru Sataka é uma obra da literatura indiana.
Um poema com centenas de stanzas escritos pelo rei chamado Amaru, mas alguns o atribuiram ao filosofo Sankara, que assume a forma morta do rei com propósito de conversar com sua viúva. Os versos são de característica erótica, mas, como muitos outros do mesmo tipo, pode se achar uma interpretação religiosa ou filosofica neles.
Existe uma tradução para o francês por Apudy, e para o alemão por Ruckert.